# 荣誉名录扣章
荣誉名录扣章是納粹德國在第二次世界大战期间设立的一项荣誉。该荣誉有三个版本：即納粹德國陸軍、納粹德國空軍、納粹德國海軍。獲頒荣誉名录扣章的前提是要先穫頒鐵十字勳章。
1941年7月，德方在发动巴巴羅薩行動后首次发布《德国陆军荣誉名录》（Ehrenblatt des Deutschen Heeres）。直到1944年1月30日之前，该荣誉獲得者拿到的都是纸质奖状。就在1944年1月30日，阿道夫·希特勒为该荣誉獲得者頒發勛章。
1943年2月，德国海军也设立了类似的《德国海军荣誉名录》（Ehrentafel der Deutschen Kriegsmarine），1944年5月，海军版荣誉名录扣章设立。
1944年7月5日，德国空军创设《德国空军荣誉名录》（Ehrenblatt der Deutschen Luftwaffe），同时设立空军版荣誉名录扣章。